# Селективное лазерное плавление
Селективное лазерное плавление (SLM, от англ. Selective Laser Melting) — метод аддитивного производства, основанный на полном расплавлении металлических порошков с помощью лазерного излучения для создания трёхмерных объектов высокой плотности и прочности. Технология относится к семейству процессов плавления в порошковом слое (англ. Laser Powder Bed Fusion, L-PBF) и широко применяется в промышленности для изготовления сложных металлических деталей.

## История
Технология селективного лазерного плавления (СЛП) берёт начало от селективного лазерного спекания (СЛС) (SLS, англ. Selective Laser Sintering), разработанного в 1980-х годах в Техасском университете в Остине Карлом Декардом и Джо Биманом. СЛС изначально использовалось для спекания полимерных и композитных порошков, но в 1990-х годах исследователи начали адаптировать метод для работы с металлами. Ключевым шагом в эволюции СЛП стало сотрудничество немецких институтов, таких как Институт лазерных технологий Фраунгофера (ILT), и компаний, включая EOS GmbH] в середине 1990-х годов. В 1995 году EOS представила технологию прямого лазерного спекания металлов (DMLS), ставшую предшественницей СЛП (SLM). Однако DMLS всё ещё частично опиралось на спекание, а не полное плавление. Полноценное развитие СЛП как метода, использующего полное расплавление порошка, связано с работами немецких учёных, таких как Дитер Шварце и Маттиас Фокеле, которые в начале 2000-х годов основали компании SLM Solutions и Realizer GmbH. В РФ процесс СЛП был впервые осуществлен проф. Шишковским И.В. на созданной под его руководством в 1998 году в ФИАНе экспериментально-технологической установке. В его работах была показана возможность совмещения процесса СЛП с другими высокотехнологичными процессами (СВС, пайка), а также создание функционально-градиентных структур и изделий. С тех пор СЛП выделилось как самостоятельная технология, отличающаяся от СЛС благодаря применению более мощных лазеров и ориентации на металлические материалы.

## Технология

### Различия между СЛС и СЛП
Селективное лазерное спекание (СЛС) и селективное лазерное плавление (СЛП) имеют общие корни, но существенно различаются по материалам, длине волны лазера и технологическому процессу:
```
   
Материалы
:
   СЛС: работает преимущественно с полимерами (например, 
нейлон
, 
полиамид
) и композитами (стеклонаполненные или углеродные смеси). Металлические порошки используются реже, в основном, как наполнитель, или только для частичного спекания.
   СЛП: ориентировано на металлы и сплавы, такие как 
нержавеющая сталь
, 
титан
, 
алюминий
, 
кобальт
-
хром
 и драгоценные металлы. Полное расплавление обеспечивает высокую плотность изделий (до 99,9%).
   
Длина волны лазерного излучения
:
   СЛС: применяются CO₂-лазеры с длиной волны около 10,6 мкм, оптимальной для нагрева и спекания полимеров. Мощность лазеров — 30–200 Вт.
   СЛП: используются иттербиевые волоконные лазеры с длиной волны около 1,07 мкм, подходящие для плавления металлов. Мощность достигает 400–1000 Вт.
   
Технологический процесс
:
   СЛС: частичное спекание порошка — лазер нагревает материал до температуры ниже точки плавления, соединяя частицы за счёт диффузии или жидкофазного спекания. Процесс быстрее, но изделия менее плотные.
   СЛП: полное расплавление порошка с формированием однородной структуры. Требуется инертная среда (обычно 
аргон
) для предотвращения окисления и опорные структуры для отвода тепла.
```

### Сосуществование СЛП и СЛС  подходов
СЛП развилось из СЛС благодаря потребности в быстром производстве функциональных металлических деталей с характеристиками, сравнимыми с традиционным литьём. СЛС ограничивалось прототипированием, тогда как СЛП стало ответом на запросы аэрокосмической и медицинской отраслей. Переход от спекания к плавлению потребовал более мощных лазеров, специальный камер для реализации процесса синтеза изделий, в которых контролируется температура, влажность, газовая среда, методов регенерации (восстановления) использованных порошков, производство (сфероидизация) новых порошков  и усовершенствования систем управления и контроля процессов. Широкое развитие технологии СЛС в 90х годах мире было следствием того, что в РФ в конце 2000х под СЛС понималось как спекание так и "сплавление". Это нашло отражение даже в российском ГОСТе Р 57558—2017, в котором под СЛП законодатели понимают "селективное лазерное сплавление".

### Производители оборудования
Основные зарубежные компании:
```
   
СЛС
: 
3D Systems
 (США), Formlabs (США), Sinterit (Польша).  
   
СЛП
: 
SLM Solutions
 (Германия), 
EOS GmbH
 (Германия), 
Renishaw
 (Великобритания), 
Trumpf
 (Германия), 
GE Additive
 (США, включая Concept Laser).
```

Российские производители:
```
   ГК «Лазеры и аппаратура» (серия МЛ6)
[
2
]
,  
   ООО «НПО «3Д-Интеграция»» (АМТ-серия)
[
3
]
,  
   «
Росатом
 – Аддитивные технологии» (RusMelt)
[
4
]
,  
   АО «НПО «ЦНИИТМАШ»» (MeltMaster)
[
5
]
,  
   3DLAM
[
6
]
.
```

### Связь и отличия СЛП (L-PBF) и ЭЛП (EB-PBF)
СЛП (L-PBF) и [[электронно-лучевое плавление]] (ЭЛП, англ. Electron Beam Melting, EB-PBF) — родственные технологии:
```
   
Источник энергии
: СЛП — лазер, ЭЛП — электронный луч.  
   
Среда
: СЛП — инертная атмосфера, ЭЛП — вакуум.  
   
Материалы
: СЛП — металлы, полимеры, керамика и их композиты, ЭЛП — только сплавы металлов.  
   
Температура
: ЭЛП поддерживает до 1000°C, снижая остаточные напряжения, СЛП охлаждается быстрее.
```

## Применение СЛС и СЛП
```
   
СЛС
: прототипы, функциональные детали из полимеров. Области: 
машиностроение
, 
дизайн
, производство товаров, мастер-модели для литья.  
   
СЛП
: высокопрочные металлические изделия:
   
Аэрокосмическая промышленность
: облегчение деталей корпуса, лопатки турбин, некоторые детали двигателей.
   
Медицина
: имплантаты (например, титановые протезы).
   
Автомобилестроение
: компоненты двигателей.
   
3D-биопринтинг
: пористые структуры для тканей.
   
Многоматериальная 3D-печать
: комбинация металлов для улучшенных свойств.
```